# Fabio Ciollaro
Fabio Ciollaro (San Vito dei Normanni, 21 settembre 1961) è un vescovo cattolico italiano, dal 2 aprile 2022 vescovo di Cerignola-Ascoli Satriano.

## Biografia
È nato a San Vito dei Normanni, in provincia di Brindisi e diocesi di Ostuni, il 21 settembre 1961.

### Formazione e ministero sacerdotale
Dopo aver frequentato il Pontificio Seminario Regionale Pugliese "Pio XI" di Molfetta, è stato ordinato presbitero il 14 giugno 1986, nella basilica di Santa Maria della Vittoria a San Vito dei Normanni, dall'arcivescovo Settimio Todisco.
Successivamente ha ricoperto il ruolo di rettore del seminario di Ostuni, direttore dell'ufficio scuola diocesano e parroco a Guagnano, nella parrocchia di Santa Maria Assunta, a San Vito dei Normanni (basilica di Santa Maria della Vittoria) e Brindisi (basilica cattedrale e parrocchia san Vito martire). All'interno del capitolo dei canonici ricopre la carica di arciprete e tesoriere. L'8 settembre 2014 è stato nominato vicario generale dell'arcidiocesi di Brindisi-Ostuni.

### Ministero episcopale
Il 2 aprile 2022 papa Francesco lo ha nominato vescovo di Cerignola-Ascoli Satriano; è succeduto a Luigi Renna, precedentemente nominato arcivescovo metropolita di Catania. Il 14 giugno seguente ha ricevuto l'ordinazione episcopale, nella basilica di Santa Maria della Vittoria a San Vito dei Normanni, dall'arcivescovo di Brindisi-Ostuni Domenico Caliandro, co-consacranti gli arcivescovi Francesco Gioia, arcivescovo emerito di Camerino-San Severino Marche, e Luigi Renna, suo predecessore a Cerignola-Ascoli Satriano. Il 29 giugno ha preso possesso della diocesi.
Dal 4 novembre 2022 al 3 dicembre 2023 ha compiuto la sua prima visita pastorale in tutto il territorio diocesano.

## Genealogia episcopale
La genealogia episcopale è:
- Cardinale Scipione Rebiba
- Cardinale Giulio Antonio Santori
- Cardinale Girolamo Bernerio, O.P.
- Arcivescovo Galeazzo Sanvitale
- Cardinale Ludovico Ludovisi
- Cardinale Luigi Caetani
- Cardinale Ulderico Carpegna
- Cardinale Paluzzo Paluzzi Altieri degli Albertoni
- Papa Benedetto XIII
- Papa Benedetto XIV
- Papa Clemente XIII
- Cardinale Marcantonio Colonna
- Cardinale Giacinto Sigismondo Gerdil, B.
- Cardinale Giulio Maria della Somaglia
- Cardinale Carlo Odescalchi, S.I.
- Cardinale Costantino Patrizi Naro
- Cardinale Lucido Maria Parocchi
- Papa Pio X
- Papa Benedetto XV
- Papa Pio XII
- Cardinale Carlo Confalonieri
- Cardinale Corrado Ursi
- Vescovo Armando Franco
- Arcivescovo Domenico Caliandro
- Vescovo Fabio Ciollaro

## Opere
- Fabio Ciollaro, La via della bellezza nel poema di Dante: percorsi teologici e spirituali, Libreria editrice vaticana, 2014, ISBN 978-8820993528.
- Fabio Ciollaro, "Oh abisso di carità", Tau Editrice, 2015, ISBN 978-8862444149.
- Fabio Ciollaro, Impossible? - I miracoli di Gesù nella storia della Chiesa, Edizioni Messaggero, 2016, ISBN 978-8825042634.
- Fabio Ciollaro, Con amore e con disio. In viaggio con Dante, compagno di cammino, Itaca, 2021, ISBN 978-8852606953.